# 信州TODAY
『信州TODAY』（しんしゅうトゥデイ）は、1987年10月19日から1989年3月31日までテレビ信州で放送された平日夕方のローカルワイドニュース番組である。

## 概要
テレビ信州は日本テレビ系列とテレビ朝日系列のクロスネット局として開局したため、編成上の都合から夕方のローカルニュースにはあまり力を入れておらず、1980年10月開局から約6年間は夕方のローカルニュースを『TSBニュース』と称し、全国ニュースのあとに5 - 10分間のミニ番組として放送していた程度だった。しかし、1986年10月の改編で放送開始時刻が18:25に変更されると、それを20分番組にして夕方のワイドニュースとしての形を整えた。そして、1987年10月の改編でタイトルを『信州TODAY』に変更した。平常時の放送時間は平日の18:25から18:45までだったが、特番編成で18:00から放送したこともある。
1989年4月3日、番組はそれまで19時台に放送されていたテレビ朝日からの全国ニュース『ニュースシャトル』に内包されるのを受け、『TSBニュースシャトル』と改題した。

## キャスター
- 新見宏司ほか

## 放送時間
- 月曜日 - 金曜日 18:25 - 18:45（1987年10月19日 - 1989年3月31日）